# Los Angeles Sparks
Die Los Angeles Sparks sind eine US-amerikanische Frauen-Basketball-Mannschaft der Women’s National Basketball Association (WNBA) mit Sitz in Los Angeles im US-Bundesstaat Kalifornien.
Die Sparks sind das Schwesterteam der Los Angeles Lakers aus der National Basketball Association.
2001, 2002 und 2016 konnten die Sparks die WNBA-Meisterschaft gewinnen und zählen damit nach den Minnesota Lynx und den Seattle Storm zu den erfolgreichsten aktiven Teams in der WNBA.

## Geschichte

### Ersten Jahre (1997 bis 2000)
Die Sparks wurden 1997 gegründet und sind somit ein Team der Original Eight. Die Sparks spielten ihr erstes Ligaspiel am 21. Juni 1997 gegen die New York Liberty im Great Western Forum in Inglewood. Dieses Spiel war auch zugleich das Eröffnungsspiel der WNBA-Saison. Den ersten Korb des Spiels und der Liga erzielte Penny Toler vor 14.284 Zuschauern. Das Spiel gewannen die Sparks am Ende mit 67:57. Die Sparks beendeten ihre erste Saison mit einer ausgeglichenen Bilanz von 14 Siegen in 28 Spielen. Aufgrund einer Niederlage im letzten Spiel der regulären Saison gegen die Phoenix Mercury verfehlten die Sparks die Playoffs knapp. In der darauffolgenden Saison verpassten die Sparks mit nur 12 Siegen in 30 Spielen die Playoffs neuerlich. In der Saison 1999 konnten die Sparks erstmals den größten Teil ihrer Spiele gewinnen und somit auch erstmals die Playoffs erreichen. In den Conference Semifinals konnten sie das Heimspiel gegen die Sacramento Monarchs mit 71:58 gewinnen und sich somit für die Conference Finals qualifizieren, wo sie auf die Houston Comets trafen, die die ersten beiden Meisterschaften gewinnen konnten. Die Sparks waren jedoch chancenlos und verloren die Best-of-Three-Serie klar mit 0:2. In der Saison 2000 konnten sich die Sparks nochmals steigern und beendeten die Saison mit 28 Siegen in 32 Spielen als beste Mannschaft der Liga. Die Sparks zogen in den Playoffs nach einem klaren 2:0-Sieg gegen die Mercury erneut in die Conference Finals ein, wo sie abermals auf die Comets trafen. Obwohl die Sparks klarer Favorit waren und auch noch den Heimvorteil auf ihrer Seite hatten, verloren sie die Serie wieder klar mit 0:2.

### Nachfolger der Comets (2001 bis 2003)
In der Saison 2001 trugen die Sparks ihre Heimspiele erstmals im Staples Center aus. Der Umzug in die neue Arena brachte den Sparks vermutlich Glück, da sie alle 16 Heimspiele in dieser Saison gewinnen konnten. Angeführt von Michael Cooper, der in der vorherigen Saison zum Coach of the Year ernannt wurde, konnten die Sparks schließlich die reguläre Saison erneut mit 28 Siegen in 32 Spielen beenden. Damit qualifizierten sich die Sparks wieder als erste Mannschaft für die Playoffs, wo sie auf den viermaligen WNBA-Meister aus Houston trafen. Die Sparks ließen den Comets, die erstmals eine Saison ohne ihren Superstar Cynthia Cooper spielten, keine Chance und gewannen die Serie 2:0. Damit verloren die Comets nach vier Saisons erstmals eine Serie in den Playoffs. In den Conference Finals ließen sich die Sparks auch nicht von den Sacramento Monarchs aufhalten und zogen somit erstmals in ihrer Geschichte in die WNBA-Finals ein, wo sie auf die Charlotte Sting trafen. Die Sparks machten mit den Sting kurzen Prozess und gewannen die Serie klar mit 2:0. Damit lösten die Sparks die Comets offiziell vom WNBA-Thron ab. Zum Finals-MVP wurde Sparks Superstar Lisa Leslie ernannt.
Auch in der folgenden Saison konnten die Sparks die reguläre Saison als bestes Team im Westen beenden. In den Playoffs erreichte man nach Erfolgen gegen die Seattle Storm und den Utah Starzz ohne ein Play-off-Spiel zu verlieren wieder die WNBA-Finals. Gegner dort waren die New York Liberty die in drei Spielen besiegt werden konnten. Zum Finals-MVP wurde wieder Lisa Leslie ernannt.
Die Saison 2003 verlief zum Großteil ähnlich. Nach Platz 1 in der Western Conference wurden wieder die Finals erreicht. Playoff-Gegner auf dem Weg dorthin waren dabei diesmal die Minnesota Lynx und die Sacramento Monarchs. Im Gegensatz zu den Vorjahren ging aber die Endspielserie verloren. Nach drei Spielen mussten die Sparks sich den Detroit Shock mit 1:2 geschlagen geben.

### Warten auf die Finals (2004 bis 2015)
In den folgenden Saisons erreichten die Sparks zwar weiterhin regelmäßig die Playoffs, konnten aber nicht mehr in die WNBA-Finals einziehen, obwohl noch zweimal die beste Bilanz im Westen erzielt werden konnte. Insgesamt konnte das Team in den 12 Saisons seit 2004 zehnmal die Playoffs erreichen. Sechsmal scheiterte man dann gleich in den Conference Semifinals und viermal konnten zumindest die Conference Finals erreicht werden. Dabei scheiterte das Team jeweils dreimal an den Sacramento Monarchs und den Phoenix Mercury.

### Rückkehr des Erfolgs (2016 bis 2020)
2016 konnte sich das Team deutlich steigern und erreichte mit der zweitbesten Bilanz der Western Conference wieder die Playoffs. Nach einem Freilos in den ersten beiden Runden des neuen Playoff-Systems setzte sich das Team im Halbfinale deutlich gegen das Team der Chicago Sky durch. In den WNBA-Finals traf man auf den Vorjahresmeister auf Minnesota, der auch das beste Team der regulären Saison war. In einer sehr spannenden Serie konnte das Team der Minnesota Lynx knapp besiegt werden. Dabei fiel die Entscheidung erst in den Schlusssekunden des entscheidenden fünften Spiels. Auch 2017 waren die Sparks wieder das zweitbesten Team der Western Conference hinter den Lynx. Nach einem deutlichen Erfolg im WNBA-Halbfinale, musste man sich diesmal im Finale dem Team aus Minnesota knapp in fünf Spielen geschlagen geben. In der regulären Saison 2018 konnte nicht an die guten Bilanzen der Vorjahre angeknüpft werden. Zwar wurden die Playoffs trotzdem erreicht. Dort wurde auch der langjährige Rivale aus Minnesota besiegt, aber in der zweiten Playoff-Runde endete die Saison vorzeitig. Die Saison 2019 verlief wieder erfolgreicher. Mit 22 Siegen war man bestes Team der Western Conference. In den Playoffs scheiterte man dann im Halbfinale am Team der Connecticut Sun. In der coronabedingt verkürzten Spielzeit 2020 erreichte man wieder als eines der stärksten Teams der Playoffs, scheiterte dann aber frühzeitig am Team der Connecticut Sun.

### Verpassen der Playoffs (seit 2021)
Nach der überraschenden Playoff-Niederlage in der Vorsaison verlief die Saison 2021 deutlich weniger erfolgreich als in den Vorjahren. Nach einer schwachen regulären Saison wurden nach 10 Jahren erstmals wieder die Playoffs verpasst. Auch 2022 wurden die Playoffs wieder verpasst. Zwei Saisons in Folge ohne Playoff-Teilnahme gab es in der Team-Geschichte bisher erst einmal. Dies war zu Beginn der WNBA, als auch weniger Teams an den Playoffs teilnahmen.

## Spielstätte
| Saison | Zuschauer- schnitt | WNBA-Zu- schauerschnitt |
| ------ | ------------------ | ----------------------- |
| 1997   | 8.937              | 9.669                   |
| 1998   | 7.653              | 10.869                  |
| 1999   | 7.625              | 10.207                  |
| 2000   | 6.563              | 9.074                   |
| 2001   | 9.278              | 9.075                   |
| 2002   | 11.651             | 9.228                   |
| 2003   | 9.290              | 8.800                   |
| 2004   | 10.369             | 8.613                   |
| 2005   | 8.839              | 8.172                   |
| 2006   | 8.312              | 7.476                   |
| 2007   | 8.695              | 7.742                   |
| 2008   | 9.429              | 7.948                   |
| 2009   | 10.387             | 8.039                   |
| 2010   | 9.429              | 7.834                   |

| Saison | Zuschauer- schnitt | WNBA-Zu- schauerschnitt |
| ------ | ------------------ | ----------------------- |
| 2011   | 10.316             | 7.954                   |
| 2012   | 10.089             | 7.452                   |
| 2013   | 9.869              | 7.531                   |
| 2014   | 8.288              | 7.578                   |
| 2015   | 9.065              | 7.318                   |
| 2016   | 9.638              | 7.655                   |
| 2017   | 11.350             | 7.716                   |
| 2018   | 10.642             | 6.769                   |
| 2019   | 11.307             | 6.535                   |
| 2020   | Covid-19           | Covid-19                |
| 2021   | 1.145              | 2.620                   |
| 2022   | 5.653              | 5.646                   |
| 2023   | 6.554              | 6.615                   |
| 2024   | 11.045             | 9.807                   |

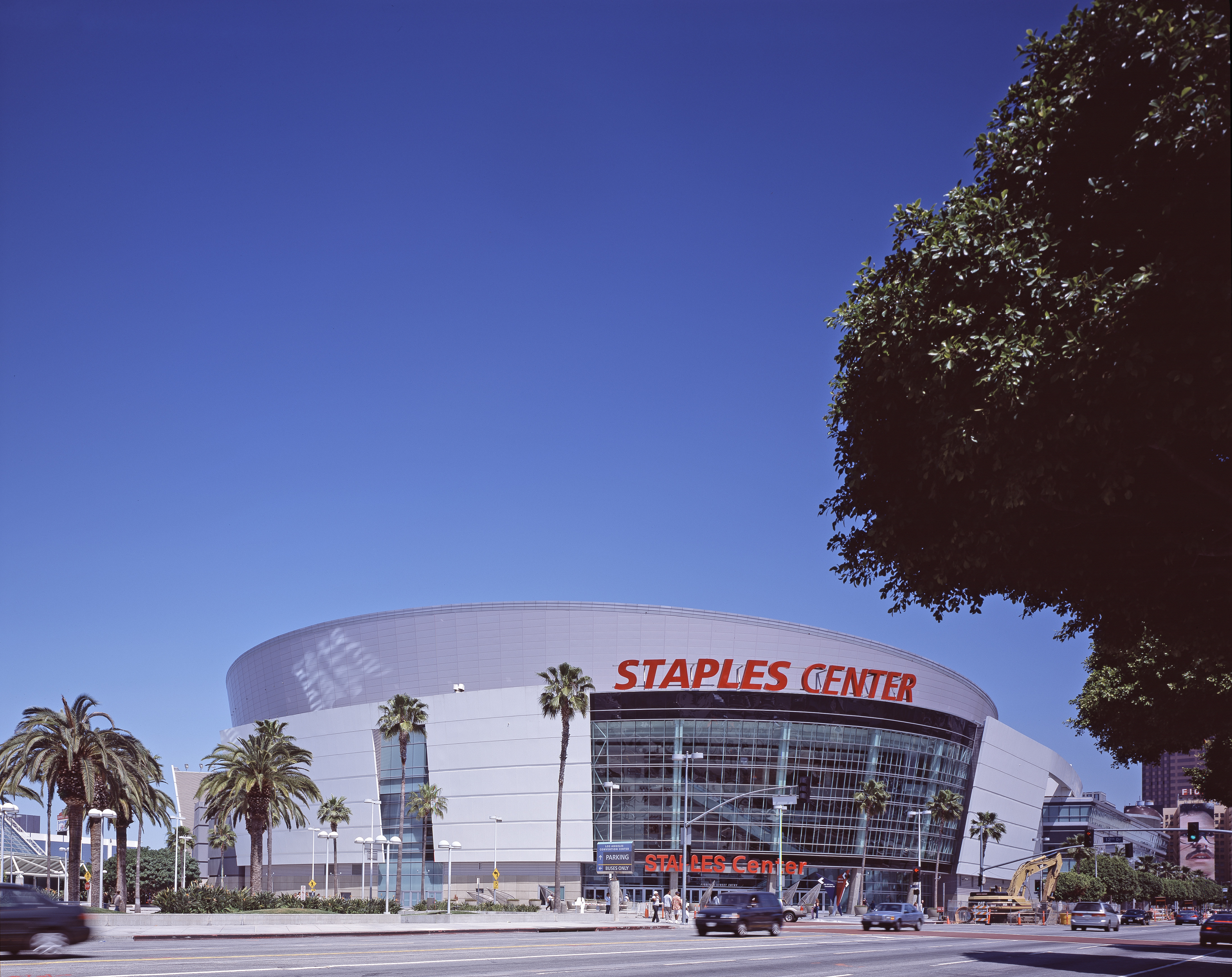
Crypto.com Arena in Los Angeles

Die Los Angeles Sparks spielten von 1997 bis 2000 im Great Western Forum. Dort spielten während dieser Zeit auch die Los Angeles Lakers und die Los Angeles Clippers aus der NBA, die Los Angeles Kings aus der NHL sowie die Los Angeles Stars aus der American Basketball Association. 2001 wechselten die Sparks in das Staples Center, die am 17. Oktober 1999 eröffnet wurde. Seit 2022 trägt dies den Namen Crypto.com Arena. Neben den Sparks spielen seit 1999 auch die wieder die LA Lakers, die LA Clippers und die LA Kings im Staples Center. Außerdem spielten dort zeitweilig die Los Angeles Avengers aus der Arena Football League und die Los Angeles D-Fenders aus der NBA Development League.
Die Los Angeles Sparks spielten 11 ihrer 16 Heimspiele während der WNBA-Saison 2021 im Kongresszentrum, aufgrund von Terminüberschneidungen mit ihrer Hauptspielstätte, dem Staples Center, die durch die Verzögerungen im Spielplan der anderen Ligen aufgrund der COVID-19-Pandemie verursacht worden waren. Das LACC wurde mit begrenzten Sitzplätzen eingerichtet und zog durchschnittlich 1.144 Zuschauer pro Spiel an.

### Zuschauerzahlen
Die LA Sparks begannen mit relativ niedrigen Zuschauerzahlen, die erst nach dem Umzug in die Staples Center und dem einkehrenden sportlichen Erfolg angestiegen sind. Der Zuschauerschnitt liegt seit diesem Zeitpunkt immer über der WNBA-Schnitt und in einigen Saisons wurden dabei sogar fünfstellige Werte erzielt. In den Jahren 2012 und 2013 hatte die Sparks dabei den höchsten Zuschauerzuspruch innerhalb der WNBA. Auch 2017 erzielten die Sparks den besten Zuspruch in der Liga und den zweitbesten der Teamgeschichte nach der Meistersaison 2002. 2018 und 2019 war der Zuschauerzuspruch zwar etwas geringer, man war aber weiter Liga-Primus.

## Erfolge und Ehrungen

### Sportliche Erfolge
Die Sparks konnten in den Saisons 2001, 2002 sowie 2016 die WNBA-Meisterschaft gewinnen und verloren in den Jahren 2003 und 2017 in den WNBA-Finals. Damit sind die Sparks gemeinsam mit anderen Teams nach den Houston Comets und den Minnesota Lynx die erfolgreichste Mannschaft in der Geschichte der WNBA. Insgesamt siebenmal konnten die Sparks in der regulären Saison die beste Bilanz der Western Conference erzielen (2000–2004, 2006 und 2019).

### Individuelle Auszeichnungen
Die Spielerinnen des Teams konnten, auch aufgrund der regelmäßig guten Teamleistungen, viele individuelle Auszeichnungen gewinnen.
Kim Perrot Sportsmanship Award: Nachdem die allererste Auszeichnung in dieser Kategorie 1997 an die Chinesin Zheng Haixia gegangen war, dauerte es über 20 Jahre, bis diese Auszeichnung wieder nach Los Angeles ging.
- 1997 – Zheng Haixia
- 2019 – Nneka Ogwumike

Defensive Player of the Year Award: Die Auszeichnung für die beste defensive Spielerin der regulären Saison erhielten Spielerinnen des Team mittlerweile viermal, zweimal wurde jeweils Lisa Leslie und Alana Beard geehrt.
- 2004 – Lisa Leslie
- 2008 – Lisa Leslie
- 2017 – Alana Beard
- 2018 – Alana Beard

Finals MVP Award: Die Sparks konnten bisher dreimal die Meisterschaft gewinnen und wie üblich wurde jeweils eine Spielerin des siegreichen Team zur wertvollsten Spielerin der WNBA-Finals ernannt.
- 2001 – Lisa Leslie
- 2002 – Lisa Leslie
- 2016 – Candace Parker

Most Valuable Player Award: Lisa Leslie konnte drei Mal diesen Award gewinnen, keine andere Spielerin der WNBA gewann diese häufiger. 2008 wurde Rookie Candace Parker zum MVP der Saison ernannt, die die Auszeichnung auch in der Saison 2013 erhielt. Als letzte Sparks Spielerin konnten Nneka Ogwumike diese Ehrung erringen. Bisher konnte die Spielerinnen der Sparks diese wichtige Auszeichnung insgesamt sechsmal gewinnen und sind dabei das erfolgreichste WNBA-Team.
- 2001 – Lisa Leslie
- 2004 – Lisa Leslie
- 2006 – Lisa Leslie
- 2008 – Candace Parker
- 2013 – Candace Parker
- 2016 – Nneka Ogwumike

Coach of the Year Award : Die Auszeichnung für den besten Trainer der regulären Saison ging bisher zweimal nach Los Angeles.
- 2000 – Michael Cooper
- 2012 – Carol Ross

Peak Performer: Diesen Award konnten bereits einige Spielerinnen der Sparks in unterschiedlichen Kategorien gewinnen.
- 1997 – Zheng Haixia (Western Conference Shooting Champion)
- 2001 – Latasha Byears (Wurfquote aus dem Feld)
- 2004 – Lisa Leslie (Rebounds)
- 2008 – Candace Parker (Rebounds)
- 2009 – Candace Parker (Rebounds)
- 2010 – Ticha Penicheiro (Assists)

Rookie of the Year Award: Bisher wurden zwei Spielerinnen der Sparks als bester Rookie der Saison mit diesem Award ausgezeichnet.
- 2008 – Candace Parker
- 2012 – Nneka Ogwumike

 Most Improved Player Award: 2012 wurde Kristi Toliver als erste Spielerin der Sparks als meist verbesserte Spielerin der Saison mit diesem Award ausgezeichnet.
- 2012 – Kristi Toliver

 Sixth Woman of the Year Award: Im Jahr der dritten Meisterschaft der Sparks ging diese Auszeichnung erstmals nach Los Angeles.
- 2016 – Jantel Lavender

WNBA All-Decade Team: Anlässlich des zehnten Geburtstages der WNBA im Jahre 2006 wählten Fans, Medienvertreter, aktuellen Spielerinnen und Trainer die zehn Spielerinnen, die am stärksten Einfluss auf den Erfolg der WNBA hatten. Mit Lisa Leslie wurde als einzige Spielerin von den Sparks ausgewählt.
- 2006 – Lisa Leslie

### Saisonübersicht
Abkürzungen: Sp. = Spiele, S = Siege, N = Niederlagen
| Saison | Sp. | S   | N   | Siege in % | Platz                  | Playoffs |
| 1997   | 28  | 14  | 14  | 50,0       | 2., Western Conference | nicht qualifiziert |
| 1998   | 30  | 12  | 18  | 40,0       | 3., Western Conference | nicht qualifiziert |
| 1999   | 32  | 20  | 12  | 62,5       | 2., Western Conference | Sieg in den Conference Semifinals, 1:0 (Sacramento Monarchs) Niederlage in den Conference Finals, 1:2 (Houston Comets)                                              |
| 2000   | 32  | 28  | 4   | 87,5       | 1., Western Conference | Sieg in den Conference Semifinals, 2:0 (Phoenix Mercury) Niederlage in den Conference Finals, 0:2 (Houston Comets)                                                  |
| 2001   | 32  | 28  | 4   | 87,5       | 1., Western Conference | Sieg in den Conference Semifinals, 2:0 (Houston Comets) Sieg in den Conference Finals, 2:1 (Sacramento Monarchs) WNBA-Meister, 2:0 (Charlotte Sting)                |
| 2002   | 32  | 25  | 7   | 78,1       | 1., Western Conference | Sieg in den Conference Semifinals, 2:0 (Seattle Storm) Sieg in den Conference Finals, 2:0 (Utah Starzz) WNBA-Meister, 2:1 (New York Liberty)                        |
| 2003   | 34  | 24  | 10  | 70,6       | 1., Western Conference | Sieg in den Conference Semifinals, 2:1 (Minnesota Lynx) Sieg in den Conference Finals, 2:1 (Sacramento Monarchs) Niederlage in den WNBA-Finals, 1:2 (Detroit Shock) |
| 2004   | 34  | 25  | 9   | 73,5       | 1., Western Conference | Niederlage in den Conference Semifinals, 1:2 (Sacramento Monarchs)                                                                                                  |
| 2005   | 34  | 17  | 17  | 50,0       | 4., Western Conference | Niederlage in den Conference Semifinals, 0:2 (Sacramento Monarchs)                                                                                                  |
| 2006   | 34  | 25  | 9   | 73,5       | 1., Western Conference | Sieg in den Conference Semifinals, 2:1 (Seattle Storm) Niederlage in den Conference Finals, 0:2 (Sacramento Monarchs)                                               |
| 2007   | 34  | 10  | 24  | 29,4       | 7., Western Conference | nicht qualifiziert |
| 2008   | 34  | 20  | 14  | 58,8       | 3., Western Conference | Sieg in den Conference Semifinals, 2:1 (Seattle Storm) Niederlage in den Conference Finals, 1:2 (San Antonio Silver Stars)                                          |
| 2009   | 34  | 18  | 16  | 52,9       | 3., Western Conference | Sieg in den Conference Semifinals, 2:1 (Seattle Storm) Niederlage in den Conference Finals, 1:2 (Phoenix Mercury)                                                   |
| 2010   | 34  | 13  | 21  | 38,2       | 4., Western Conference | Niederlage in den Conference Semifinals, 0:2 (Seattle Storm) |
| 2011   | 34  | 15  | 19  | 44,1       | 5., Western Conference | nicht qualifiziert |
| 2012   | 34  | 20  | 14  | 70,6       | 2., Western Conference | Sieg in den Conference Semifinals, 2:0 (San Antonio Silver Stars) Niederlage in den Conference Finals, 0:2 (Minnesota Lynx)                                         |
| 2013   | 34  | 24  | 10  | 70,6       | 2., Western Conference | Niederlage in den Conference Semifinals, 1:2 (Phoenix Mercury) |
| 2014   | 34  | 16  | 18  | 47,1       | 4., Western Conference | Niederlage in den Conference Semifinals, 0:2 (Phoenix Mercury) |
| 2015   | 34  | 14  | 20  | 41,2       | 4., Western Conference | Niederlage in den Conference Semifinals, 1:2 (Minnesota Lynx) |
| 2016   | 34  | 26  | 8   | 76,5       | 2., Western Conference | Sieg in den WNBA Semifinals, 3:0 (Chicago Sky) WNBA-Meister, 3:2 (Minnesota Lynx)                                                                                   |
| 2017   | 34  | 26  | 8   | 76,5       | 2., Western Conference | Sieg in den WNBA Semifinals, 3:0 (Phoenix Mercury) Niederlage in den WNBA-Finals, 2:3 (Minnesota Lynx)                                                              |
| 2018   | 34  | 19  | 15  | 55,9       | 3., Western Conference | Sieg in der 1. Runde, 1:0 (Minnesota Lynx) Niederlage in der 2. Runde, 0:1 (Washington Mystics)                                                                     |
| 2019   | 34  | 22  | 12  | 64,7       | 1., Western Conference | Sieg in der 2. Runde, 1:0 (Seattle Storm) Niederlage in den WNBA-Semifinals, 0:3 (Connecticut Sun)                                                                  |
| 2020   | 22  | 15  | 7   | 68,2       | 3., Western Conference | Niederlage in der 2. Runde, 0:1 (Connecticut Sun) |
| 2021   | 32  | 12  | 20  | 37,5       | 6., Western Conference | nicht qualifiziert |
| 2022   | 36  | 13  | 23  | 36,1       | 6., Western Conference | nicht qualifiziert |
| 2023   | 40  | 17  | 23  | 42,5       | 4., Western Conference | nicht qualifiziert |
| 2024   | 40  | 8   | 32  | 20,0       | 6., Western Conference | nicht qualifiziert |
| Gesamt | 934 | 526 | 408 | 56,3       |                        | 20 Playoff-Teilnahmen in 28 Saisons 36 Serien: 19 Siege, 17 Niederlagen 90 Spiele: 47 Siege, 43 Niederlagen (52,2 %)                                                |

## Trainer
- Linda Sharp (1997)
- Julie Rosseau (1997–1998)
- Orlando Woolridge (1998–1999)
- Karleen Thompson (2004)
- Ryan Weisenberg (2004)
- Henry Bibby (2005)
- Joe Bryant (2005–2007, 2011)
- Michael Cooper (1999–2004; 2007–2009)
- Jennifer Gillom (2010–2011)
- Carol Ross (2012–2014)
- Penny Toler (2014)
- Brian Agler (2015–2018)
- Derek Fisher (2019–2022)
- Fred Williams (2022)
- Curt Miller (Seit 2023)

## Spielerinnen

### Kader der Saison 2023
Stand: 5. Juni 2023
| Nr. | Land               | Name                | Position       | Geburtsdatum | Erfahrung in WNBA | College                               |
| --- | ------------------ | ------------------- | -------------- | ------------ | ----------------- | ------------------------------------- |
| 1   | Vereinigte Staaten | Zia Cooke           | Guard          | 09.01.2001   | Rookie            | University of South Carolina          |
| 2   | Vereinigte Staaten | Nia Clouden         | Guard          | 17.05.2000   | 1 Saison          | Michigan State University             |
| 4   | Vereinigte Staaten | Lexie Brown         | Guard          | 27.10.1994   | 5 Saisons         | Duke University                       |
| 5   | Vereinigte Staaten | Dearica Hamby       | Forward        | 06.11.1993   | 8 Saisons         | Wake Forest University                |
| 13  | Vereinigte Staaten | Chiney Ogwumike     | Forward-Center | 21.03.1992   | 6 Saisons         | Stanford University                   |
| 15  | Vereinigte Staaten | Jasmine Thomas      | Guard          | 30.09.1989   | 12 Saisons        | Duke University                       |
| 21  | Vereinigte Staaten | Jordin Canada       | Guard          | 11.08.1995   | 5 Saisons         | University of California, Los Angeles |
| 23  | Vereinigte Staaten | Azurá Stevens       | Center         | 01.06.1996   | 5 Saisons         | University of Connecticut             |
| 24  | Vereinigte Staaten | Joyner Holmes       | Forward        | 22.02.1998   | 3 Saisons         | University of Texas at Austin         |
| 25  | Vereinigte Staaten | Layshia Clarendon   | Guard          | 02.05.1991   | 9 Saisons         | University of California              |
| 30  | Vereinigte Staaten | Nneka Ogwumike      | Forward        | 02.07.1990   | 11 Saisons        | Stanford University                   |
| 33  | Vereinigte Staaten | Katie Lou Samuelson | Forward        | 13.06.1997   | 4 Saisons         | University of Connecticut             |
| 44  | Vereinigte Staaten | Karlie Samuelson    | Guard          | 10.05.1995   | 4 Saisons         | Stanford University                   |

### WNBA-Meistermannschaften
(Teilnahme an mindestens einem Playoff-Spiel)
| WNBA Meister 2001 | Guards: Tamecka Dixon, Ukari Figgs, Nicole Levandusky, Nicky McCrimmon, Wendi Willits Forwards: Latasha Byears, Vedrana Grgin-Fonseca, Mwadi Mabika, DeLisha Milton-Jones Center: Lisa Leslie (Finals MVP), Rhonda Mapp Cheftrainer: Michael Cooper                                        |
| WNBA Meister 2002 | Guards: Tamecka Dixon, Nicky McCrimmon, Nikki Teasley, Sophia Witherspoon, Guard-Forwards: Latasha Byears, Mwadi Mabika, Forwards: DeLisha Milton-Jones, Vedrana Grgin-Fonseca Forward-Center: Érika de Souza Center: Marlies Askamp, Lisa Leslie (Finals MVP) Cheftrainer: Michael Cooper |
| WNBA Meister 2016 | Guards: Kristi Toliver, Chelsea Gray, Ana Dabović Guard-Forwards: Alana Beard, Essence Carson Forwards: Nneka Ogwumike, Jelena Dubljevic, Eugeniya Belyakova Forward-Center: Candace Parker (Finals MVP), Sandrine Gruda Center: Jantel Lavender, Ann Wauters Cheftrainer: Brian Agler     |

### Nicht mehr zu vergebende Trikotnummern
Die Trikotnummern folgender Spielerinnen werden von den Sparks nicht mehr vergeben:
| Gesperrte Trikotnummern |             |          |           |
| Spielerinnen            |             |          |           |
| #                       | Name        | Position | Zeitraum  |
| 11                      | Penny Toler | Guard    | 1997–1999 |

### Erstrunden-Wahlrechte beim WNBA Draft
| Name                 | Jahr | Draft-Position |
| -------------------- | ---- | -------------- |
| Jamila Wideman       | 1997 | 3.             |
| Allison Feaster      | 1998 | 5.             |
| DeLisha Milton-Jones | 1999 | 4.             |
| Nicole Kubik         | 2000 | 15.            |
| Camille Cooper       | 2001 | 16.            |
| Rosalind Ross        | 2002 | 16.            |
| Christi Thomas       | 2004 | 12.            |
| Lisa Willis          | 2006 | 5.             |
| Candace Parker       | 2008 | 1.             |

| Name                  | Jahr | Draft-Position |
| --------------------- | ---- | -------------- |
| Lindsay Wisdom-Hylton | 2009 | 13.            |
| Andrea Riley          | 2010 | 8.             |
| Bianca Thomas         | 2010 | 12.            |
| Jantel Lavender       | 2011 | 5.             |
| Nneka Ogwumike        | 2012 | 1.             |
| A’dia Matthies        | 2013 | 10.            |
| Crystal Bradford      | 2015 | 7.             |
| Jonquel Jones         | 2016 | 10.            |
| Sydney Wiese          | 2017 | 11.            |

Seit 1997 hatte der Klub in 21 Saisons 18 Draftrechte in der ersten Runde des WNBA Drafts. Insgesamt viermal hatte die Sparks in den Jahren 2003, 2005, 2007 und 2014 aufgrund von Trades keinen Draft-Pick in der ersten Runde. Beim Draft 2011, konnten sogar zwei Spielerinnen in der ersten Runde ausgewählt werden.
Obwohl die Sparks regelmäßig zu den stärksten Teams der WNBA gehören und in diesem Jahrtausend bisher nur zweimal die Playoffs verpassten, hatten sie dann jeweils das Glück im Rahmen der Draft-Lottery den Top-Draft Pick zu erhalten. Dabei wurde 2008 Candace Parker und 2012 Nneka Ogwumike ausgewählt. Die beiden Top-Draftpicks konnten die in sie gesteckten Erwartungen erfüllen und wurden nach ihren ersten Saisons in der WNBA jeweils zum besten Neuling des Jahres gewählt.
In der Saison 2017 standen mit Candace Parker, Jantel Lavender, Nneka Ogwumike und Sydney Wiese noch vier von dem Team in der ersten Runde des Drafts ausgewählten Spielerinnen im Kader des Klubs.